# Лоншан (Кот-д’Ор)
Лонша́н (фр. Longchamp) — коммуна во Франции, находится в регионе Бургундия. Департамент коммуны — Кот-д’Ор. Входит в состав кантона Женли. Округ коммуны — Дижон.
Код INSEE коммуны — 21351.

## Население
Население коммуны на 2010 год составляло 1186 человек.
| 1962 | 1968 | 1975 | 1982 | 1990 | 1999 | 2010 |
| ---- | ---- | ---- | ---- | ---- | ---- | ---- |
| 693  | 729  | 719  | 854  | 1000 | 949  | 1186 |

## Экономика
В 2010 году среди 787 человек трудоспособного возраста (15—64 лет) 578 были экономически активными, 209 — неактивными (показатель активности — 73,4 %, в 1999 году было 71,2 %). Из 578 активных жителей работали 514 человек (280 мужчин и 234 женщины), безработных было 64 (27 мужчин и 37 женщин). Среди 209 неактивных 99 человек были учениками или студентами, 66 — пенсионерами, 44 были неактивными по другим причинам.